# Fortescue (Misuri)
Fortescue es un pueblo ubicado en el condado de Holt en el estado estadounidense de Misuri. En el Censo de 2010 tenía una población de 32 habitantes y una densidad poblacional de 162,57 personas por km².

## Geografía
Fortescue se encuentra ubicado en las coordenadas 40°3′7″N 95°19′4″O / 40.05194, -95.31778. Según la Oficina del Censo de los Estados Unidos, Fortescue tiene una superficie total de 0.2 km², de la cual 0.2 km² corresponden a tierra firme y (0%) 0 km² es agua.

## Demografía
Según el censo de 2010, había 32 personas residiendo en Fortescue. La densidad de población era de 162,57 hab./km². De los 32 habitantes, Fortescue estaba compuesto por el 100% blancos, el 0% eran afroamericanos, el 0% eran amerindios, el 0% eran asiáticos, el 0% eran isleños del Pacífico, el 0% eran de otras razas y el 0% pertenecían a dos o más razas. Del total de la población el 0% eran hispanos o latinos de cualquier raza.